# Muskusschildpadden
Muskusschildpadden (Sternotherus) zijn een geslacht van schildpadden uit de familie modder- en muskusschildpadden. De groep werd voor het eerst wetenschappelijk beschreven door John Edward Gray in 1835.

## Uiterlijke kenmerken
Hun naam hebben ze te danken aan een klier waaruit een walgelijk ruikende stof wordt uitgescheiden bij gevaar, hoewel alle soorten uit de familie modderschildpadden deze bezitten.

## Leefwijze
Veel schildpadden zonnen graag, maar muskusschildpadden doen dat liever niet en leiden een teruggetrokken bestaan. Een aantal soorten is schemer- of nachtactief en schuilt overdag in het water. Een opmerkelijk feit is dat van een aantal soorten is beschreven dat ze metershoog in bomen klimmen. Dat doen ze echter alleen in bomen die boven het water hangen, zodat ze niet te pletter slaan als ze zich bij gevaar naar beneden laten vallen, maar het water induiken.

## Taxonomie
Er zijn zes soorten die op een na uitsluitend in de Verenigde Staten voorkomen, alleen Sternotherus odoratus of de 'gewone' muskusschildpad komt ook voor in Canada en Mexico.
Geslacht Sternotherus
- Soort Gekielde muskusschildpad (Sternotherus carinatus)
- Soort Platte muskusschildpad (Sternotherus depressus)
- Soort Sternotherus intermedius
- Soort Kleine muskusschildpad (Sternotherus minor)
- Soort Muskusschildpad (Sternotherus odoratus)
- Soort Sternotherus peltifer